# Potnjani
Potnjani su naselje u Hrvatskoj, regiji Slavoniji u Osječko-baranjskoj županiji i nalaze se u sastavu općine Drenje.

## Zemljopisni položaj
Potnjani se nalaze na 129 metara nadmorske visine u području gdje sjeverni obronci Krndije prelaze u nizinu istočnohrvatske ravnice. Selo se nalazi na državnoj cesti D515 Našice D2 - Đakovo D7. Jugoistočno od sela leži općinsko središte Drenje, južno su Kućanci Đakovački, a zapadno je naselje Paljevina, dok su jugozapadno Bračevci. Sjeverno se nalaze Budimci koji pripadaju općini Podgorač, a sjeveroistočno se nalaze Krndija, Punitovci i Josipovac Punitovački. Istočno leže Gorjani. 

## Povijest
Selu je nekoć pripadalo i obližnje naselje Mali Potnjani, nazivano i Cigani, koje su naseljavali Romi. Međutim, tokom Drugog svjetskog rata, naselje je iseljeno, a stanovništvo sprovedeno u ustaške logore. Prema podacima Spomen područja Jasenovac, identificirano je 175 osoba porijeklom iz Potnjana stradalih u ustaškim logorima. Žrtve su mahom, ali ne isključivo, zavedene kao Romi.

## Stanovništvo
| broj stanovnika | 388   | 436   | 430   | 539   | 618   | 655   | 635   | 765   | 673   | 678   | 678   | 737   | 621   | 563   | 578   | 497   | 396   |
|                 | 1857. | 1869. | 1880. | 1890. | 1900. | 1910. | 1921. | 1931. | 1948. | 1953. | 1961. | 1971. | 1981. | 1991. | 2001. | 2011. | 2021. |

## Crkva
U selu se nalazi rimokatolička crkva Presvetog Trojstva koja pripada katoličkoj župi Sv. Mihaela arkanđela u Drenju i đakovačkom dekanatu Đakovačko-osječke nadbiskupije. Crkveni god ili kirvaj slavi se u prvu nedjelju nakon blagdana Duhova (nedjelja prije blagdana Tijelova).
U sklopu romskog naselja nekoć je postojala i crkvica Majke siročadi.

## Obrazovanje i školstvo
- Područna škola do 4. razreda koja radi u sklopu Osnovne škole Drenje.

## Šport
- NK Velebit Potnjani natječe se u sklopu 2. NL Nogometno središte Đakovo.

## Ostalo
- Dobrovoljno vatrogasno društvo Potnjani,
- Lovačko društvo "Fazan" Potnjani,

## Vanjske poveznice
- http://os-drenje.skole.hr/  Arhivirana inačica izvorne stranice od 20. srpnja 2019. (Wayback Machine)
- ARKOD preglednik